# SUTCAPRA
El SUTCAPRA (Sindicato Único de Trabajadores de Control de Admisión y Permanencia de la República Argentina.) es un sindicato de la República de Argentina que agrupa a toda persona sin importar su nacionalidad, sexo, raza, credo o identificación política siempre y cuando bajo relación de dependencia realicen tareas de control de admisión y permanencia de público en general, para empleadores cuya actividad consista en la organización y explotación de eventos y espectáculos musicales, artísticos y de entretenimiento en general, que se lleven a cabo en estadios, clubes, pubs, discotecas, bares, restaurantes y todo otro lugar de entretenimiento de público en general con zona de actuación en todo el territorio nacional de la República Argentina.

## Historia.

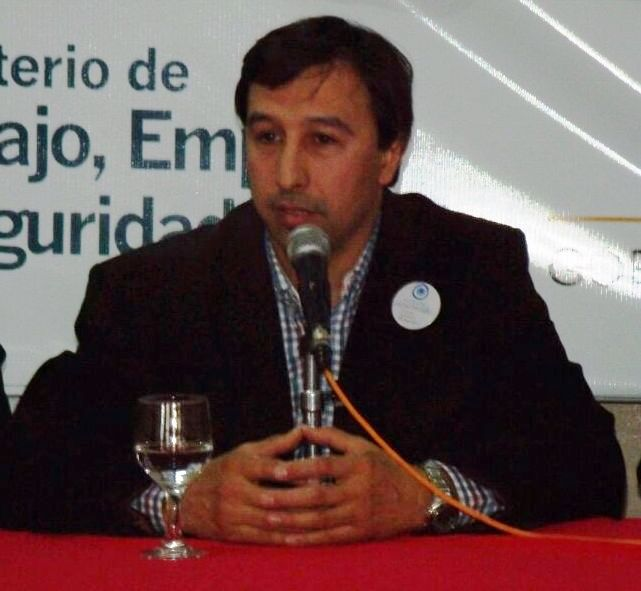
Lic. Leandro Nazarre, Secretario General del SUTCAPRA.

El Sindicato Único de Trabajadores de Control de Admisión y Permanencia de la República Argentina, nace el 20 de abril de 2004. La iniciativa surge por la sensibilidad del Lic. Leandro Nazarre, junto a un grupo de compañeros que se propusieron regularizar las condiciones laborales y sociales de los trabajadores que desempeñaban tareas de control y cuidado de los concurrentes en locales nocturnos, conocidos comúnmente como “patovicas”.
En el año 2005, se obtiene la inscripción gremial del Sindicato Único de Trabajadores de Control de Admisión y Permanencia de la República Argentina (S.U.T.C.A.P.R.A.). Desde el año 2009 cuenta con Personería Gremial N° 1753.
En el año 2008 se sanciona la Ley Nacional N° 26.370 que regulariza el Control de Admisión y Permanencia, creando entre otras cosas una capacitación especifica, un registro de trabajadores y empleadores. Actualmente los distintos gobiernos provinciales con verdadero compromiso con la actividad y comprensión del estado de situación que vive el país han tomado la decisión de adherir a la normativa vigente. Entre las provincias que han sancionado reglamentando la ley se encuentra Buenos Aires, Ciudad Autónoma de Buenos Aires, Chaco, Santa Cruz, Río Negro, Santa Fe y Salta entre otras.
SUTCAPRA fue desarrollando su trabajo en todo el territorio de la República Argentina, contando hoy con delegaciones provinciales en gran parte del país.

## Concepción Filosófica de la Actividad Control de Admisión y Permanencia
En todo evento y/o espectáculo de entretenimiento de público en general, ya sea que se desarrolle en un estadio, pub, disco, etc., existe una combinación de factores: estimulantes -música, alcohol, etc.-, masiva concurrencia de gente -donde encontramos personas de diferente condición social, con actitudes e intereses diferentes entre otras cuestiones-, diversidad en la concepción de los propietarios u organizadores -aquellos que lo hacen como pasatiempo, otros con criterio empresarial-, incapacidad por parte del Estado de lograr mecanismos de control constantes en el tiempo y sobre la totalidad de los eventos, entre otros.
La combinación de todos estos elementos crea situaciones de tensión que solo es factible evitar o resolver favorablemente a través de personal especializado en este tipo de actividad que entienda que no deben agravar los riesgos sino actuar con intencionalidad preventiva y con profunda convicción de respeto hacia las personas que contiene.
Es imprescindible la capacitación para evitar cualquier situación que implique un riesgo para las personas que concurren a un local bailable u otro lugar de entretenimiento de público en general, ya que el fin último de la actividad es proteger la integridad de las personas, siendo el medio para lograrlo el control de admisión y permanencia entendido éste como un conjunto de técnicas.
Es en este punto, donde se encuentra el núcleo principal de los problemas, tiene que ver con una concepción obsoleta de la actividad. Hasta hace unos años era preponderante en la misma considerar como mejor trabajador aquel que mayores dotes físicos tenía. Para trabajar en la actividad se exigía dos condiciones, poseer una contextura física de mayor tamaño que el promedio y condiciones boxísticas, incluso los mismos empleadores solicitaban trabajadores con estas características.
Todo esto planteado, vinculado directamente a una concepción coactiva, donde se actuaba reprimiendo las causas del problema, donde se respondía a la violencia con más violencia generando la escalada de la misma y cuyo fin último era la eliminación radical del problema tenía como objetivo único a las personas. Esta idea fue tomada de un concepto antiguo utilizado en la seguridad pública en nuestro país cuyo objeto es reducir los sujetos causantes de los daños o pérdidas.
Aún existen personas que aplican estas ideas, pero es una obligación comenzar a cambiar esta situación, para ello se debe entender que la concepción filosófica que debe primar en el ejercicio de la actividad es la prevención, siendo la comunicación el objeto del Control de Admisión y Permanencia. 
El Controlador debe, en todos los casos, mediar en los conflictos y lograr la resolución de los mismos en forma racional, controlada y jamás violenta, bregando siempre por la integridad de las personas. Sin embargo, para lograr este tipo de actitudes en los trabajadores es sumamente necesario modificar el perfil profesional de los mismos.
Parte de la solución es profesionalizar la actividad, dándoles un código ético o deontológico que debe servir de guía a todos los trabajadores, cuyo primer valor debe ser el respeto a la vida. Desde el Sindicato se ha logrado cambiar gran parte de la realidad de los Trabajadores, sin embargo, es necesario que el Estado, los empleadores y los concurrentes, aúnen criterios.